# Малиновка (Глобинский район)
Малиновка (укр. Малинівка) — село,
Землянковский сельский совет,
Глобинский район,
Полтавская область,
Украина.
Код КОАТУУ — 5320682803. Население по переписи 2001 года составляло 245 человек.
Село указано на специальной карте Западной части России Шуберта 1826-1840 годов 

## Географическое положение
Село Малиновка находится в 3,5 км от села Великие Крынки, в 2,5 км от села Землянки и в 1,5 км от села Степное.
По селу протекает пересыхающий ручей с запрудами.

## История
В 1946 году указом ПВС УССР село Яновщина переименовано в Малиновку.
В списках населенных мест Полтавской губернии в 1912 записано как деревня Яновщина, Зубаневская волость,  уезд Хоролский, а 1862 как деревня Яновщина (Оболонь, Малая Кринка), 2 стан,  уезд Хоролский